# Ulla Bechsgaard
Ulla Bechsgaard (født i Gråsten) er en dansk journalist, redaktionel udvikler, ledelses- og kommunikationsrådgiver og redaktør.
Ulla Bechsgaard er student fra Varde Gymnasium, journalist fra Danmarks Medie- og Journalisthøjskole og merkonom i innovation fra Niels Brock. Hun har suppleret sin uddannelse med en række lederkurser fra Henley og CBS.
Hun har arbejdet som chefredaktør i mediehuset Horisont Gruppen a/s, der producerer nichemedier til erhvervslivet. Her relancerede hun de trykte magasiner, lancerede nye website på en Drupal-platform og udviklede en webfirst-strategi. Hun anmelder erhvervsbøger i Jyllands-Posten, rådgiver om og underviser i ledelse.
Hun har tidligere arbejdet som seniorkommunikationsrådgiver i KasterGaardbo A/S, som medie- og kommunikationschef i organisationen Lederne, programmedarbejder, redaktionssekretær og konsulent i DR, underviser og ekstern lektor på Journalisthøjskolen samt som journalist på dagbladet Bornholmeren og Århus Stiftstidende. Siden august 2018 har hun boet i Rønne på Bornholm.
Ulla Bechsgaard er indehaver af firmaet Ulla Bechsgaard og hjemmesiden Ledersucces.dk.